# Mesotaeniaceae
Mesotaeniaceae é uma pequena família de algas verdes unicelulares conhecidas por "desmídias sacodérmicas". O grupo não parece estar estreitamente vinculada às Desmidiales "verdadeiras", mas estar mais próximo das algas filamentosas do grupo Zygnemataceae, especialmente do género Spirogyra.

## Géneros
O agrupamento Mesotaeniaceae inclui os seguintes géneros:
| - Ancylonema - Cylindrocystis - Geniculus - Mesotaenium - Netrium | - Nucleotaenium - Planotaenium - Roya - Spirotaenia - Tortitaenia |